# Mien Ruysplantsoen
Het Mien Ruysplantsoen of KNSM-plantsoen is een plantsoen of stadsparkje op het KNSM-eiland in het Oostelijk Havengebied van Amsterdam.

## Geschiedenis
Vermoedelijk omstreeks 1952 ontwierp tuinarchitect Mien Ruys, telg uit een Rotterdamse reders- en cargadoorsfamilie, voor het personeel van de Koninklijke Nederlandse Stoomboot-Maatschappij (KNSM) een bedrijfsparkje op het KNSM-eiland. In 1956 werd in de vijver van het plantsoen een grote beeldengroep (Amphitrite) geplaatst, waar Mien Ruys naar verluidt niet blij mee was. Na het vertrek van de KNSM werd de beeldengroep in 1980 verwijderd en tijdelijk opgeslagen. Toen de bestemming van het KNSM-eiland begin jaren 1990 werd gewijzigd van havengebied naar woonwijk, werd Mien Ruys gevraagd het te behouden westelijk deel van het parkje te restaureren en opnieuw in te richten. De overvloedig aanwezige grindtegels maakten plaats voor gele klinkers en gras. Dit deel werd tevens iets verbreed. Op het oostelijk deel verrees het in 1994 gereed gekomen woongebouw Piraeus. De westelijk binnentuin van dit complex omvat een deel van het oorspronkelijke plantsoen, dat door Mien Ruys omstreeks 1994 werd heringericht. De twee delen zijn visueel met elkaar verbonden door een brede opening in het gebouw, waarin het transparante kunstwerk Passages van Arno van der Mark is geplaatst. 
In de Commissie Namen Openbare Ruimte Amsterdam (CNOR) werd in 1999 geen bezwaar aangetekend tegen vernoeming van het toen nog naamloze plantsoen naar de in dat jaar overleden tuinarchitect, maar de vernoeming werd nooit officieel (gegevens 2019).

## Ligging en toegankelijkheid
Het plantsoen ligt in het westelijk deel van het KNSM-eiland, vlak bij de Verbindingsdam, die het "eiland" verbindt met het "vasteland". Sinds de herinrichting van het KNSM-eiland ligt het plantsoen tussen de oudere havenbebouwing aan de Levantkade, de moderne woongebouwen Piraeus en Hoogwerf, en de KNSM-laan, die ter plekke een naar het westen breed uitlopende middenberm heeft. Dwars op de KNSM-laan, gedeeltelijk in de middenberm, staan vijf hoge populieren, een restant van wat ooit "De Zeven Zusters" waren.
Het parkje is uitsluitend toegankelijk voor voetgangers. Een gedeelte is ingericht als speeltuin voor kinderen.

## Parkontwerp
Het plantsoen is ontworpen in de kenmerkende stijl van Mien Ruys, met gebruikmaking van rechte lijnen, subtiele hoogteverschillen en een robuuste beplanting met bomen, hagen en heesters. De belijning loopt diagonaal ten opzichte van de rooilijnen van het KNSM-eiland, waardoor aan de kant van de KNSM-laan drie driehoekige perken zijn ontstaan, waarin zitbanken zijn geplaatst. De meeste paden zijn geplaveid met betonklinkers. Aan de zuidzijde loopt aan de achterkant van de havenbebouwing een kasseienpad. Hier staat ook een rij leibomen. Midden in het parkje is een rechthoekige vijver gesitueerd, omgeven door een brede, betonnen rand, klinkerpaden en grasvelden. In het noordwestelijk deel staan enkele speeltoestellen.

## Kunst
Hoe klein het plantsoen ook is, in en rondom het groengebied bevindt zich een vijftal kunstwerken, alhoewel soms niet meteen als zodanig herkenbaar:
- Verzonken tafel van Marjet Wessels Boer uit 2007, aan de zuidoostzijde van de vijver in het plantsoen;
- Windwijzer en plaquette Levantkade 21-43, aan de zuidzijde van het plantsoen;
- Passages van Arno van der Mark uit 1994, aan de oostzijde van het plantsoen in de gevel van Piraeus;
- Amphitrite, fontein en beeldengroep van Albert Termote, in 1956 geplaatst in eerdergenoemde vijver,[9] in 2009, na omzwervingen, herplaatst in de middenberm van de KNSM-laan, iets ten noordwesten van het plantsoen;
- Vier beelden van Hildo Krop, aan de noordzijde van de KNSM-laan.

### Windwijzer
De windwijzer op de noordoosthoek van het gebouw Levantkade 21-43 is een geschenk van het personeel van de KNSM aan de directie uit 1957. De windwijzer is het beeldmerk van de KNSM en is gemaakt door het personeel van de KNSM. Er was destijds een Sint-Nicolaascomité opgericht om cadeautjes te financieren en te maken voor de 407 kinderen van KNSM-werknemers die in de Tweede Wereldoorlog waren omgekomen. De windwijzer was lange tijd verdwenen van het gebouw, maar werd op 21 april 2012 teruggeplaatst. 

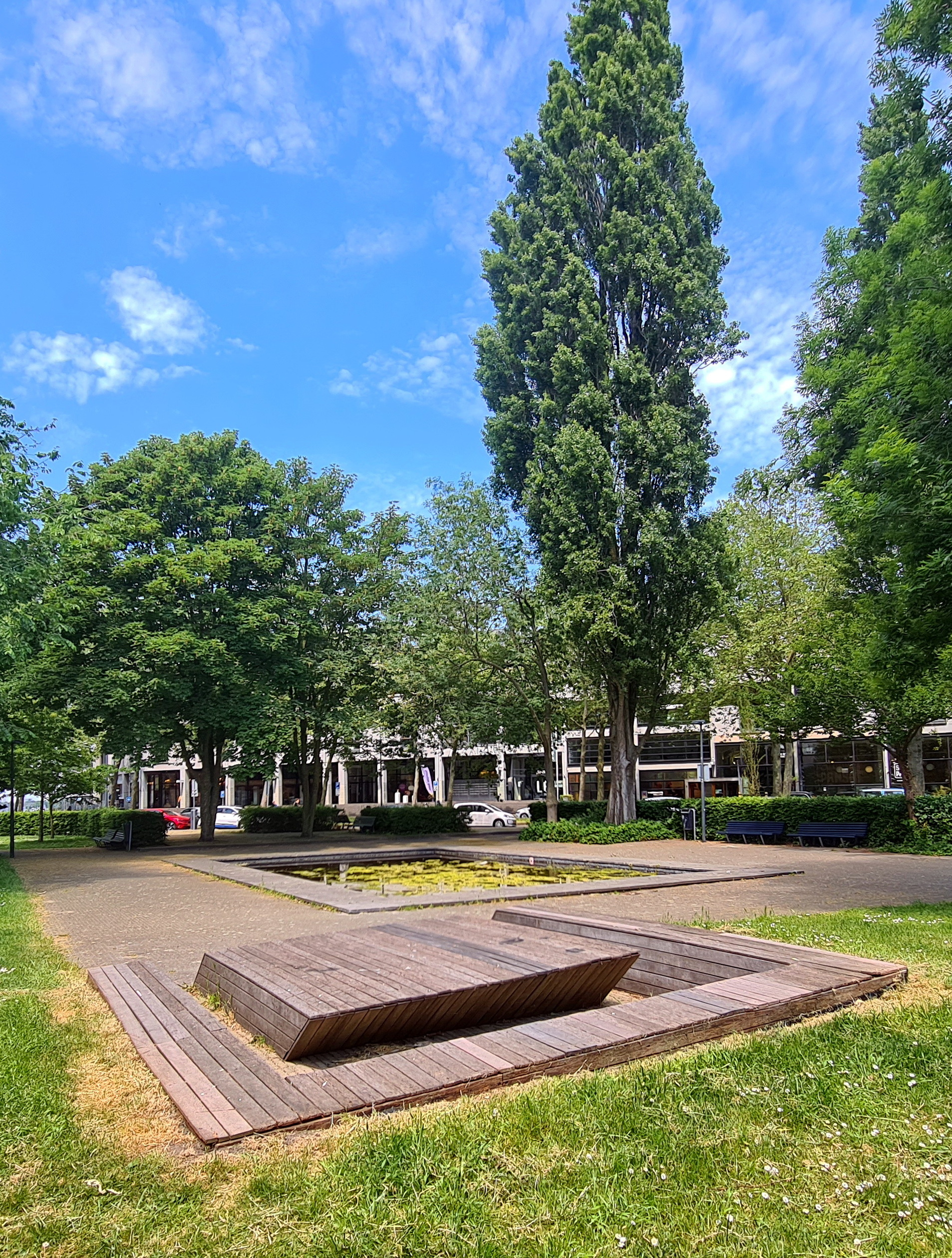
Verzonken tafel (Marjet Wessels Boer, 2007)
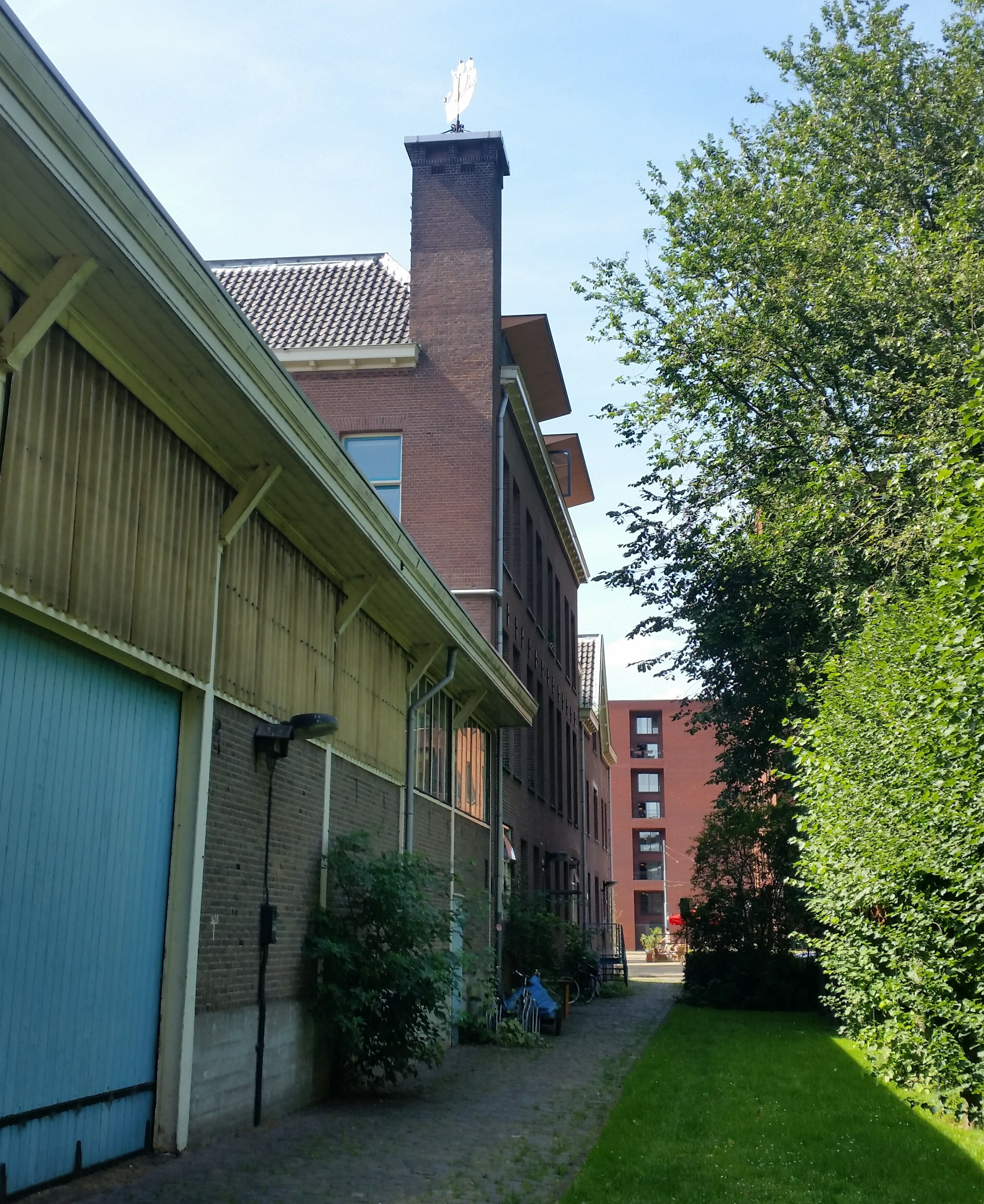
Gebouwen Levantkade met windwijzer (1957)
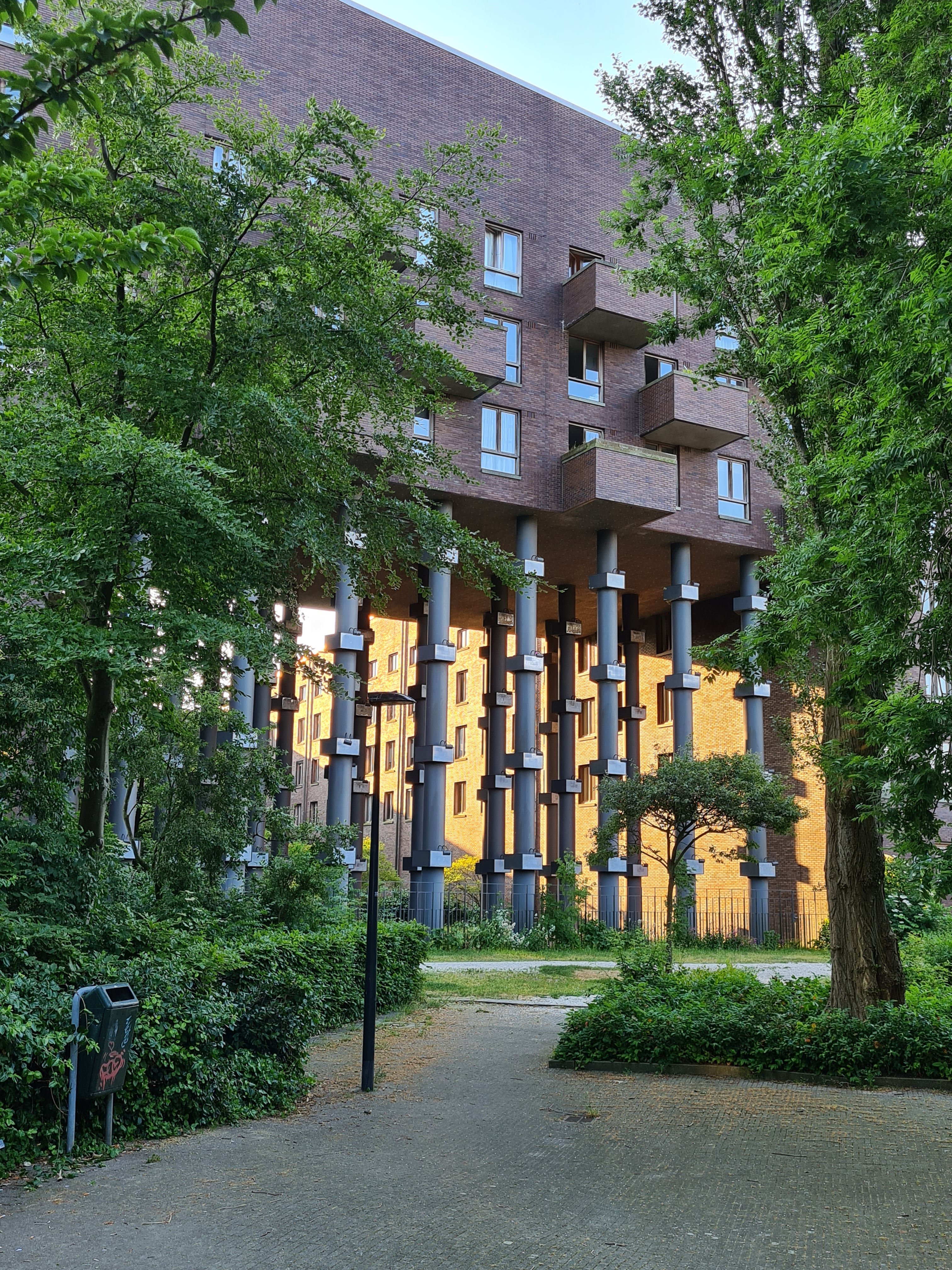
Passages (Arno van der Mark, 1994)
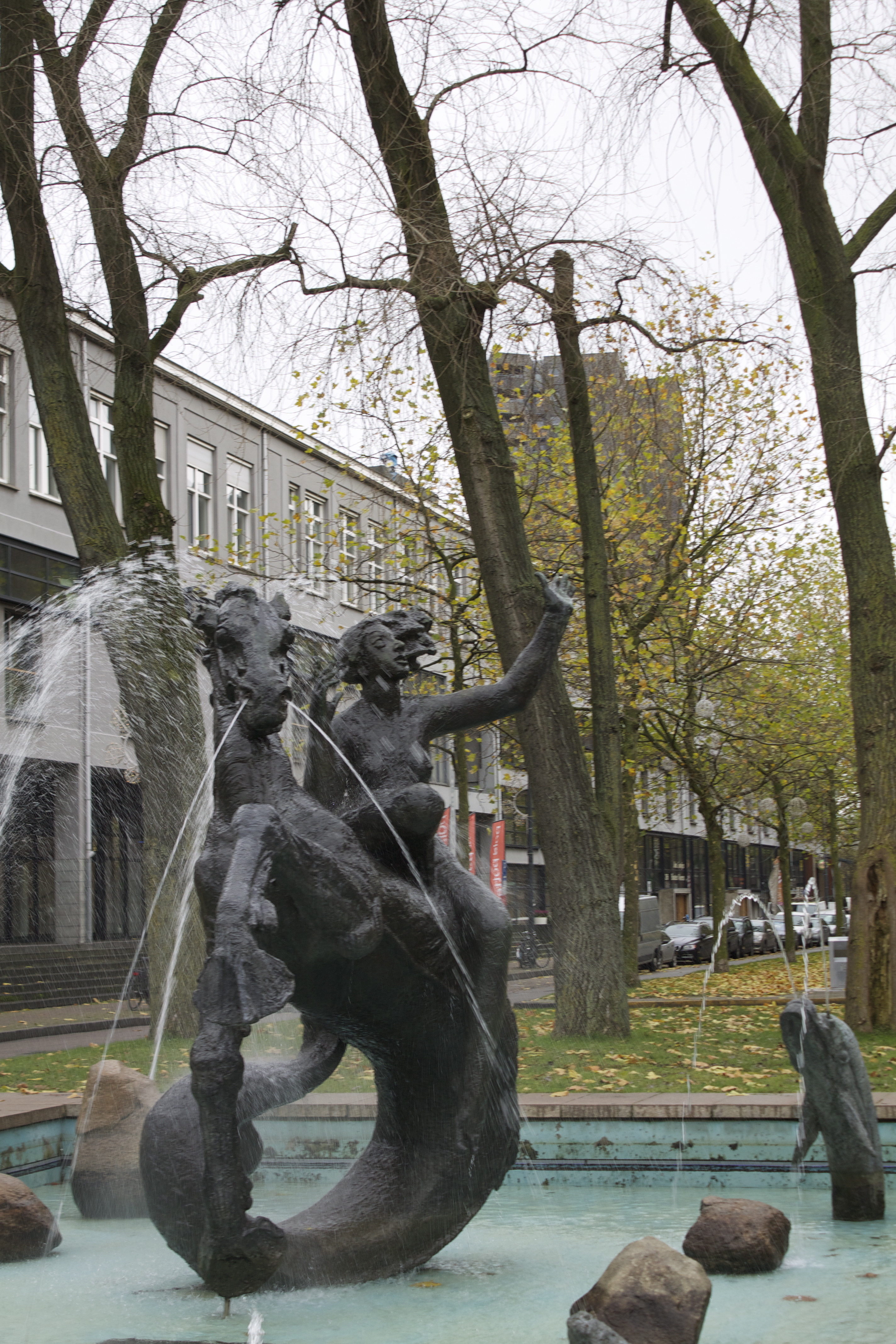
Amphitrite (Albert Termote, 1956)